# هيلين ميلنر
هيلين ميلنر (بالإنجليزية: Helen Milner)‏ هي عالمة سياسة أمريكية، ولدت في 1958.